# Počenice-Tetětice
Počenice-Tetětice település Csehországban, Kroměříži járásban. Počenice-Tetětice Morkovice-Slížany, Zborovice, Uhřice és Dřínov településekkel határos. Lakosainak száma 707 fő (2024. január 1.).

## Népesség
A település lakosságának változását az alábbi diagram mutatja:
| Lakosok száma | 902  | 1068 | 1068 | 828  | 780  | 811  | 693  | 699  | 683  | 707  |
|               | 1869 | 1890 | 1921 | 1950 | 1980 | 2001 | 2017 | 2019 | 2022 | 2024 |